# Nicolas-René Berryer
Pour les articles homonymes, voir Berryer.
Nicolas-René Berryer, comte de La Ferrière, est un magistrat et homme politique français né à Paris le 4 mars 1703 et mort à Versailles le 15 août 1762.
Lieutenant général de police (1747-1757) puis secrétaire d'État de la Marine (1758-1761), il fut garde des sceaux de France (1761-1762) sous le règne de Louis XV.

## Biographie
Nicolas-René Berryer est le fils de Nicolas Berryer, procureur général du Grand Conseil, et d'Élisabeth Nicole Ursule d'Arnollet de Lochefontaine. D'abord avocat général aux requêtes de l'hôtel, il devient en 1728 avocat général des brevets, puis, en 1731, conseiller à la cinquième chambre des enquêtes du Parlement de Paris. 
En 1738, il épouse une riche héritière, Catherine Madeleine de Jort de Fribois (+ 1802), fille de Gabriel de Jort de Fribois (Rouen 1689 - Paris 1774) fermier général de 1752 à 1765 et de Catherine Marguerite de Vougny (+ 1758 Paris). Belle, aimable et spirituelle, elle contribua à l’avancement de son mari aux plus hauts emplois par la faveur dont elle jouissait à la cour. En 1739, celui-ci devient maître des requêtes puis président du Grand Conseil avant d'être nommé intendant du Poitou (1743-1747).
Ami de Madame de Pompadour à laquelle il devait son élévation et à qui, pour lui plaire, il lui cachait les plaintes dont elle était l'objet, en même temps qu’il livrait à sa curiosité tous les secrets de son poste, celle-ci le fait nommer lieutenant général de police lorsqu'elle devient la maîtresse en titre de Louis XV. Il occupe cette fonction de mai 1747 à octobre 1757. Chargé de protéger les relations entre le roi et sa favorite, il crée un « cabinet noir », afin de surveiller la correspondance confiée à la poste. On attribue à ce service la disgrâce de nombreux ennemis de la marquise de Pompadour, notamment le comte de Maurepas et le comte d'Argenson. Pour autant, il se révèle incapable d'identifier les auteurs des libelles haineux répandus contre la favorite.
Selon Hervé Clérel de Tocqueville, Berryer était « un homme dur, hautain, grossier, avec beaucoup d'ignorance et encore plus de présomption et d'entêtement ». Sa brutalité lui vaut la haine du peuple de Paris qui l’appelait « le vilain M. Beurrier », et voulait le massacrer. Un jour que le Premier président l'avait convoqué au Parlement, il déclara qu'il ne pourrait traverser Paris, car la populace avait juré de le tuer et de lui manger le cœur.
Le 1er novembre 1758, toujours grâce à la protection de Madame de Pompadour, et avec l'appui de Choiseul et du maréchal de Belle-Isle, il est nommé secrétaire d'État de la Marine. Peu soucieux de seconder les projets de débarquement en Angleterre du secrétaire d'État de la Guerre, il s'attache surtout à réformer son administration. Avec sa brutalité coutumière, il s'efforce de réprimer les abus qu'il croit discerner dans l'administration du Canada. Il travaille à un projet de Cour d'enquête, qui aurait été compétente pour statuer sur les réclamations contre son département pour raison de fraudes et de majoration de prix, ainsi pour punir les concussionnaires, impliqués dans les malversations et autres irrégularités survenues au Canada.
Le 13 octobre 1761, Louis XV le remplace par Choiseul et, pour ne pas le renvoyer, le nomme garde des sceaux de France, fonction qu'il occupe jusqu'au 15 septembre 1762.
Sa fille unique, Marie-Élisabeth, épouse le 4 septembre 1758 Chrétien François de Lamoignon de Basville, qui devient garde des Sceaux en 1787, prend parti pour la première Révolution Française, arme une compagnie de gardes nationaux. Après son veuvage, Marie Elisabeth, mère du comte Molé, ministre sous Louis Philippe, fonde une congrégation religieuse, la Charité Saint Louis, qui existe encore de nos jours (voir Elisabeth Dufourcq. Les Aventurières de Dieu. Perrin Tempus 2011)

### Sources et bibliographie
- Robert Shackleton, « Deux policiers au XVIIIe siècle : Berryer et d’Hémery », Thèmes et figures du siècle des Lumières : mélanges offerts à Roland Mortier, Raymond Trousson (dir.), Genève, Droz, 1980, p. 251-258.
- Jean-Philippe Zanco, Dictionnaire des Ministres de la Marine (1689-1958), S.P.M. Kronos, Paris 2011.